# Катастрофа аэровагона
Катастрофа аэровагона — крушение аэровагона инженера Абаковского на железной дороге Москва — Тула 24 июля 1921 года; в результате схода его с рельсов погибло 7 человек, в том числе сам Абаковский, известный большевик Фёдор Сергеев (Артём), немецкий коммунист Оскар Гельбрих и австралийский коммунист Джон Фриман.
В июле 1921 года в Москве проводились заседания Третьего конгресса Коммунистического Интернационала. 24 июля 1921 года около двадцати человек, в том числе иностранных коммунистов — представителей делегаций, прибывших на конгресс, во главе с известным большевиком, участником Гражданской войны, 38-летним Фёдором Сергеевым, более известным как товарищ Артём, должны были отправиться в Тулу, на встречу с местными шахтёрами. Для поездки ими был избран пробный вариант аэровагона, сконструированного по проекту инженера-самоучки Валериана Абаковского — дрезину, снабжённую мотором от самолёта и двухлопастным винтом. Аэровагон мог развивать скорость до 140 километров в час, правда, издавая страшный грохот. К моменту поездки аэровагон уже наездил порядка трёх тысяч километров испытательного пробега.
До Тулы делегация доехала успешно и в тот же день после окончания встреч с шахтёрами отправилась обратно. В 18:35 по местному времени, приблизительно в 110 километрах от Москвы, в районе Серпухова, на скорости приблизительно 85 километров в час аэровагон сошёл с рельсов и улетел под откос. Из находившихся в вагоне 22 человек на месте погибло 6, ещё один скончался от травм позднее. Среди погибших оказались как товарищ Артём, так и конструктор Абаковский. Погибших похоронили в братской могиле в некрополе у Московской Кремлёвской стены.
Официальной причиной крушения признано плохое состояние железных дорог в России начала 1920-х годов, согласно этой версии, аэровагон во время движения подскочил на ухабе и от этого сошёл с рельсов. Однако сын Фёдора Сергеева Артём был убеждён, что катастрофа, в которой погиб его отец, была подстроена:
…Как говорил Сталин, если случайность имеет политические последствия, к этому надо присмотреться. Выяснено, что путь аэровагона был завален камнями. Кроме того, было две комиссии. Одну возглавлял Енукидзе, и она увидела причину катастрофы в недостатках конструкции вагона, но Дзержинский говорил моей матери, что с этим нужно разобраться: камни с неба не падают. Дело в том, что для противодействия влиянию Троцкого Артём, по указанию Ленина, создавал Международный союз горнорабочих как наиболее передового отряда промышленного пролетариата. Оргкомитет этого союза был создан за несколько дней до катастрофы. Троцкий в то время представлял очень большую силу.…